# Робертс, Беатрис
Беатри́с Ро́бертс (англ. Beatrice Roberts; 7 марта 1905, Манхэттен, Нью-Йорк — 24 июля 1970, Плимут, Массачусетс, США) — американская киноактриса эпизодических ролей, менее известна как участница конкурсов красоты.

## Биография
Элис Беатрис Робертс родилась 7 марта 1905 года на Манхэттене (Нью-Йорк, США). Родители — евреи из Европы. В 1916 году получила титул «Самая красивая девочка» на ежегодном кино-балу в Бостоне. Училась в старшей школе Уинтропа (город Уинтроп, штат Массачусетс). В 1924 и 1925 годах участвовала в недавно появившемся конкурсе «Мисс Америка». В первом случае она выступала как «Мисс Манхэттен», во втором — как «Мисс Большой Нью-Йорк». В обоих случаях она получила утешительные титулы «Самая красивая девушка в вечернем платье».
В 1933 году Робертс переехала на другой конец страны, в Голливуд, рассчитывая начать карьеру киноактрисы. Сразу же начали выходить фильмы с её участием, однако ей всегда давали только эпизодические роли (чаще всего медсёстры, служанки, секретарши), в большинстве случаев даже без указания в титрах. В итоге, разочаровавшись, в 1949 году Робертс вернулась домой.
Беатрис Робертс скончалась от пневмонии 24 июля 1970 года в городе Плимут (Массачусетс).

### Личная жизнь
31 октября 1919 года 14-летняя Беатрис вышла замуж за известного художника комиксов, журналиста, предпринимателя и антрополога Роберта Рипли, который был на 15 лет старше её. В 1926 году последовал развод, детей от брака не было.
В 1935—1936 годах была любовницей известного кинопродюсера Луиса Майера, который был на 21 год старше её.
После 1940 года Робертс вышла замуж за человека по имени Джон Уэсли Смит, но дальнейшая судьба этого брака неизвестна.

## Избранная фильмография
За свою карьеру длиной 16 лет (1933—1949) Робертс появилась в 69 фильмах, однако в 59 случаях без указания в титрах.
В титрах указана
- 1937 — Лесоруб с Парк-авеню[англ.] / Park Avenue Logger — Пегги О’Ши
- 1937 — Любовь улетает[англ.] / Love Takes Flight — Джоан Лоусон
- 1938 — Путешествие Флэша Гордона на Марс / Flash Gordon's Trip to Mars — королева Азура (к/с)
- 1938 — Вечеринка Дьявола[англ.] / The Devil's Party — Хелен МакКой
- 1948 — Мистер Пибоди и русалка[англ.] / Mr. Peabody and the Mermaid — мать
- 1948 — Ради любви к Мэри[англ.] / For the Love of Mary — Дороти

В титрах не указана
- 1933 — Мелодичный круиз[англ.] / Melody Cruise — пассажирка корабля
- 1933 — Паломничество[англ.] / Pilgrimage — больная медсестра
- 1934 — Однажды каждой женщине[англ.] / Once to Every Woman — медсестра
- 1934 — Капитан ненавидит море[англ.] / The Captain Hates the Sea — пассажирка корабля
- 1935 — Ночная жизнь богов[англ.] / Night Life of the Gods — харита
- 1935 — Военно-воздушная академия[англ.] / West Point of the Air — женщина на вечеринке в ночном клубе
- 1935 — Китайские моря / China Seas — пассажирка корабля
- 1935 — Бродвейская мелодия 1936 года[англ.] / Broadway Melody of 1936 — шоугёл[англ.]
- 1936 — Жена против секретарши / Wife vs. Secretary — массовка
- 1936 — Сан-Франциско / San Francisco — Forrestal Guest
- 1936 — Грешник, возьми всё[англ.] / Sinner Take All — гардеробщица
- 1938 — Эти матери могли бы жить[англ.] / That Mothers Might Live — прохожая (к/м)
- 1941 — Роза Сан-Антонио[англ.] / San Antonio Rose — женщина, обедающая в дайнере
- 1941 — Не давай молокососу передышки[англ.] / Never Give a Sucker an Even Break — стюардесса
- 1942 — Бомбейский клипер[англ.] / Bombay Clipper — мисс Кейн, секретарша
- 1942 — Что готовишь?[англ.] / What's Cookin'? — мисс Льюис
- 1942 — Тайна Мари Роже[англ.] / The Mystery of Marie Roget — женщина, читающая газету
- 1943 — Франкенштейн встречает человека-волка / Frankenstein Meets the Wolf Man — Варя, бармен
- 1943 — Призрак Оперы / Phantom of the Opera — медсестра
- 1943 — Приключения летающих кадетов[англ.] / Adventures of the Flying Cadets — секретарша (к/с, в 1-м эпизоде)
- 1944 — Леди-призрак / Phantom Lady — служанка
- 1944 — Женщина из джунглей / Jungle Woman — присяжная
- 1944 — Месть человека-невидимки / The Invisible Man's Revenge — медсестра
- 1944 — Глаза мертвеца / Dead Man's Eyes — медсестра
- 1945 — Странное признание[англ.] / Strange Confession — мисс Роджерс, секретарша
- 1945 — Улица греха / Scarlet Street — секретарша
- 1946 — Из-за него[англ.] / Because of Him — жена
- 1946 — Алый всадник[англ.] / The Scarlet Horseman — служанка (к/с)
- 1946 — Таинственный мистер М.[англ.] / The Mysterious Mr. M — доктор Уокер (к/с)
- 1946 — Убийцы / The Killers — медсестра
- 1946 — Белый галстук и фрак[англ.] / White Tie and Tails — Мари
- 1946 — Громила[англ.] / The Brute Man — медсестра
- 1947 — Неудачник и я / The Egg and I — медсестра
- 1947 — С незапамятных времён / Time Out of Mind — миссис Уэбер
- 1947 — Розовая лошадь / Ride the Pink Horse — менеджер магазина
- 1947 — Сенатор был несдержан[англ.] / The Senator Was Indiscreet — сбежавшая жена гангстера
- 1948 — Ты останешься счастливой[англ.] / You Gotta Stay Happy — служанка
- 1948 — Акт убийства / An Act of Murder — медсестра
- 1948 — Семейный медовый месяц[англ.] / Family Honeymoon — «Красотка»
- 1949 — Крест-накрест / Criss Cross — медсестра